# 위침
위침(韋沈, ? ~ ?) 또는 위담(韋湛)은 전한 말기 ~ 신나라의 제후로, 경조윤 요안현(饒安縣) 사람이다. 승상 위현성의 증손이다.

## 생애
아버지 위육의 뒤를 이어 부양후(扶陽侯)에 봉해졌다.
원시 연간에 식읍 1,420호를 두었고, 작위가 신나라 때까지 이어졌다.
시호를 절이라 하였고, 봉국은 폐지되었다.

## 출전
- 반고, 《한서》 권18 외척은택후표·권73 위현전

| 선대 아버지 부양희후 위육 | 전한 ~ 신의 부양후 ? ~ ? | 후대 (봉국 폐지) |